# Krešimir Kaštelan
[[Category:]]
Krešimir Kaštelan (Zagreb, 18. veljače 1970.), hrvatski je glazbenik, bas-gitarist i studijski glazbenik. Član je sastava Crvena jabuka. 

## Sažetak karijere

### Početci
Godine 1989. osvaja nagradu kao najbolji bas gitarist na NAVIS-u natjecanju demobendova gdje nastupa sa sastavom Nešto O s kojima snima i svoje prve studijske radove.
Nastavlja svirati u sastavu Alter Ego s kojom osvaja nagradu kao najbolji bend na Demo X-u 1990. godine i snima svoj prvi dugosvirajući nosač zvuka te s istima nastupa na Zagrebfestu. Mijenja stilove i svira u, tada, mladim sastavima: Soul Fingers, Mayales.

### Profesionalna karijera
Godine 1993. dobiva angažman u sastavu Škorpioni i nastupa kao prateći glazbenik (Severina, Vladimir Kočiš Zec, Maja Blagdan, Matteo Cetinski, Ksenija Erker), te povremeni umjetničko-izvođački angažmani na HTV-U. Od veljače 1995. godine do danas ima stalni angažman u sastavu Crvena jabuka. Vezan je uz cjelokupni rad u sasatavu: studijski i live albumi, tv-nastupi, koncerti, turneje. Pokraj svojeg matičnog benda povremeno svira kao gost u grupama: Leteći odred, Zabranjeno Pušenje, Adastra te s pjevačima: Halid Bešlić, Indira Levak (ex Colonia), Albina Grčić .
Godine 2011. primljen je u HZSU (Hrvatska zajednica samostalnih umjetnika) koje je i danas član.
Uz osnovni angažman radi kao studijski glazbenik (kazališna glazba, duhovna glazba, pop, rock, zabavna i narodna glazba).        

## Diskografija

### Albumi

#### Crvena jabuka
- 1996.  U tvojim očima (Croatia records)
- 1997.  Svijet je lopta šarena (Croatia records)
- 1999.  Unplugged Riznice sjećanja (Croatia records)
- 2000.  Sve što sanjam (Croatia records)
- 2001.  Live Dom sportova (Naraton)
- 2002.  Tvojim željama vođen (Croatia records)
- 2004.  Zlatna kolekcija (Croatia records)
- 2005.  Oprosti što je ljubavna (Croatia records)
- 2007.  Duša Sarajeva (Croatia Records)
- 2008.  Ultimate colection (Croatia records)
- 2009.  Volim te (Croatia Records)
- 2010.  Da nije ljubavi (Croatia records)
- 2010.  S druge strane sjećanja DVD (Croatia records)
- 2010.  The love collection (Croatia records)
- 2011.  Za tvoju ljubav (Croatia records)
- 2012.  RTL manija (RTL)
- 2013.  Nek bude ljubav (Croatia Records)
- 2014.  Unplugged live u Lisinskom (Croatia Records)
- 2015.  100 originalnih pjesama (Croatia Records)
- 2016.  2016 (Croatia Records)
- 2016.  Greatist hits collection (Croatia Records)
- 2017.  Christmas limited edition (Croatia Records)
- 2018.  Nocturno 2018 (Croatia Records)
- 2020. Sarajevo 1985 - 2020 (Croatia Records)
- 2020. Tvrđava (Croatia Records)

#### Severina
- 1999. Paloma nera – uživo (Tutico)
- 2012. Dobrodošao u klub (Dallas Records)

#### Željko Bebek
- 2012. Kad poljubac pomješaš sa vinom (Aquarius Records)
- 2014. Antologija Bebek 40 godina (Croatia Records)
- 2017. Ono nešto naše (Croatia Records)

#### Halid Bešlić
- 2013. Romanija (Hayat)
- 2020. Trebević (RT BiH)

#### VIS Emanuel
- 2006. On moj je Bog  (Croatia Records)
- 2007. Venimus adorare eum

#### Mate Bulić
- 2011. Domu mom (Croatia Records)
- 2013. Zlatna kolekcija (Croatia Records)
- 2015. The best off collection (Croatia Records)
- 2018. 50 hitova (Croatia Records)

#### Stjepan Podboj
- 2011. Pjesmom vam ljubav vraćam  (Multi music media)
- 2016. Istina, rog i svijeća (Croatia Records)

#### Feminnem
- 2010. Easy to see (Croatia Records)
- 2010. Lako mi je sve (Croatia Records)
- 2010. Baš nam je dobro (Croatia Records)

#### Oliver Dragojević
- 2010. Samo da je tu     (Croatia Records)
- 2017. Dueti (Croatia Records)

#### Mejaši
- 2013. Bolji nego ikad (Croatia Records)
- 2016. Sexy ritam (Croatia Records)

#### Ivan Puljić
- 2013. Za neki novi svijet
- 2014. Moji duhovni dueti
- 2020. Krila moja Kristu brode (Croatia Records)

#### Kemal Monteno
- 2013. Šta je život (Croatia Records)
- 2018. Dueti (Croatia Records)

#### Lidija Bačić
- 2017. Tijelo kao pjesma (Croatia Records)
- 2020. Revolucija (Menart)

#### Mišo Kovač
- 2016. Dobra veče prijatelji moji (Croatia Records)
- 2020. Antologija (Croatia Records)

- 1993. Alter ego Drugo ime za ljubav (HRT Orfej)
- 2004. Metessi Veliki strašan film (Dancing Bear)
- 2005. Lea Dekleva Emocija (Ok music)
- 2006. Arsen Dedić Dueti-dueli (Croatia records)
- 2008. Kazalište Mala Scena Rock n roll za dva miša
- 2010. Ljubo Vuković Vjeran si vjernima (Verbum)
- 2011. Enes Begović Lijepa je  (Hayat)
- 2011. Željko Krušlin Kruška Divno je biti nekome nešto
- 2011. Mir Za Tobom, Isuse
- 2012. Ivan Zak Bolja od najbolje (Menart)
- 2013. Antonija Šola Nezgodna (Dallas Records)
- 2013. Ivana Kovač Crno vino, crne oči (Croatia Records)
- 2013. Jasmin Stavros Ljubomorni Ljudi (Scardona)
- 2014. Alen Islamović Alcatraz (DAMMIC)
- 2014. Bosutski bećari Budi tu  (Croatia Records)
- 2014. Miroslav Škoro Putujem sam (Campus Records)
- 2014. Puhački orkestar Rozga Božic u Rozgi   (Croatia Records)
- 2014. Vranac Laži medene  (Croatia Records)
- 2015. Maja Šuput Showgirls  (Croatia Records)
- 2015. Minea The best collection  (Croatia Records)
- 2015. Paula Jusić Dvije izgubljene duše  (Croatia Records)
- 2015. Tijana Sarić Krunica krvi Kristove
- 2016. Neda Ukraden Terapija (HIT Records)
- 2016. Zele Internal waves of love (Croatia Records)
- 2016. Igor Delač Samo ljubav (Dancing Bear)
- 2017. Adastra Greatist Hits (Croatia Records)
- 2018. Franka Batelić S tobom (Karpo Media)
- 2018. Indira Forza Valkira (City Records)
- 2018. Luka Nižetić Ljubav je mukte (Menart)
- 2019. Dražen Pavin Dreams (Croatia Records)
- 2019. Irfan Omerović Pjesme koje ispjevane nisu (Karpo Media)
- 2019. Kumovi Isti je grad (Croatia Records)
- 2019. Alen Slavica Best off collection 2019 (Croatia Records)
- 2019. JOY Ne postoji grad (Croatia Records)
- 2019. Marko Vukes Žedan tvoje ljubavi (Croatia Records)
- 2020. GEA Još te mogu iznenaditi (Croatia Records)

### Festivali
- 1993. Pjesma eurovizije Alter Ego  (Croatia Records)
- 2001. Radijski festival Vodice Crvena jabuka (Best)
- 2004. 8. Hrvatski radijski festival Crvena jabuka (Hit Records)
- 2004. Uskrs fest 2004 VIS Emanuel  (Croatia Records)
- 2005.  9. Hrvatski radijski festival Crvena jabuka (Hit Records)
- 2005. Sunčane skale Crvena jabuka  (City Records)
- 2005. Uskrs fest 2005 Ljubo Vukovič (Croatia Records)
- 2006. 10. Hrvatski radijski festival 2006 Crvena jabuka (Hit Records)
- 2007. 11. Hrvatski radijski festival 2007 Crvena jabuka (Hit Records)
- 2008. Uskrs fest 2008 Siniša Cesi (Croatia Records)
- 2009. Dora 2009 Feminnem (Croatia Records)
- 2009. Melodije Mostara 2009 Crvena jabuka (Croatia Records)
- 2009. Hrvatski radijski festival 2009 Crvena jabuka (Hit Records)
- 2009. Zlatne žice Slavonije 2009 Denis Dumančić & Prva Liga (Hit Records)
- 2009. Dora 2010 Feminnem (HRT)
- 2010. Split 2010 Ivana Kovač (Croatia Records)
- 2010. Eurovision Feminnem (BBC)
- 2010. Split 2011 Jasmin Stavros (Croatia Records)
- 2012. Zlatne žice Slavonije 2012 Mejaši (Croatia Records)
- 2012. Uskrs fest 2012 VIS Mir (Croatia Records)
- 2012. Zagrebfest 2012 Tvrtko Stipić  (Cantus)
- 2013. CMC festival 2013 Željko Bebek (Croatia Records)
- 2014. CMC festival 2014  Željko Bebek (Croatia Records)
- 2014. Uskrs fest 2014 Ljubo Vukovič (Croatia Records)
- 2015. CMC Festival 2015 Željko Bebek  (Croatia Records)
- 2015. Dalmatinska šansona Šibenik Minea & Giuliano (Croatia Records)
- 2015. Splitski festival 2015 Giuliano (Croatia Records)
- 2015. Aurafest Požega 2015 Giuliano (Croatia Records)
- 2016. 56 Splitski festival Crvena jabuka (Croatia Records)
- 2016. CMC Festival 2016 Željko Bebek (Croatia Records)
- 2017. CMC festival 2017 Luka Nižetić (Croatia Records)
- 2018. CMC festival 2018 Mate Bulić (Croatia Records)
- 2018. Eurovision song contest 2018 Franka Batelić (Universal)
- 2018. 58 Splitski festival Giuliano (Croatia Records)
- 2019. 59 Splitski festival The Frajle (Croatia Records)
- 2019. 66. Zagrebački festival Franka Batelić (Croatia Records)
- 2019. CMC festival Vodice Tragovi (Croatia Records)
- 2019. CMC 200 Slavonski Brod Komuna feat. Leo (Croatia Records)
- 2019. 22 Dalmatinska šansona Šibenik Lille’’ (Croatia Records)
- 2020. 60 Splitski festival Giuliano (Croatia Records)

## Diskografska priznanja
- 1996. Zlatna ploča, za album U tvojim očima, Crvena jabuka, Hrvatska.
- 1998. Zlatna ploča, za album Svijet je lopta šarena, Crvena jabuka, Hrvatska.
- 1999. Srebrna ploča, za album Riznice sjećanja, Crvena jabuka, Hrvatska.
- 2000. Zlatna ploča, za album Svijet je lopta šarena, Crvena jabuka, Slovenija.
- 2007. Zlatna ploča, za album Zlatna kolekcija, Crvena jabuka, Hrvatska.
- 2010. Zlatna ptica, za najprodavanijeg izvođača u Hrvatskoj 2010., Crvena jabuka.
- 2010. Zlatna ploča, za album The ultimate collection, Crvena jabuka, Hrvatska.
- 2010. Srebrna ploča, za album Volim te, Crvena jabuka, Hrvatska.
- 2015. Status za osobit doprinos hrvatskoj glazbi, Crvena jabuka.
- 2016. Platinasta ploča, za album The ultimate collection Crvena jabuka Hrvatska.

## Instrumenti

### CWG bas gitara
Godine 2013. počinje suradnju s američkim graditeljem instrumenata Christopherom Woodom (CWG Guitars). 
Dobiva svoju potpisanu bas gitaru (CWG Wizard bass) koja mu postaje i prvi izbor za sve koncerte i snimanja u studiju sve do danas.

### Epifani bas pojačala
Godine 2018. potpisuje ugovor o suradnji s poznatim američkim proizvođačem bas pojačala Epifani i time postaje njihov službeni izvođač (Artist).